# Puma GTC
O Puma GTC é um automóvel conversível da marca Puma, uma reestilização de seu antecessor, o Puma GTS e foi lançado em 1981.
As principais alterações foram um novo Pára-choques, novos trincos das portas e novas sinaleiras traseiras. Este modelo mantém as características de carroceria e mecânicas dos demais modelos da marca com mecânica VW.
A produção total do modelo foi 1.740 unidades.